# Chloephaga hybrida
Chloephaga hybrida là một loài chim trong họ Vịt.